# Energiepolitik der Europäischen Union
Die Europäische Union (1993) bildete sich ursprünglich aus der Europäischen Gemeinschaft für Kohle und Stahl (EGKS, 1951), der Europäischen Wirtschaftsgemeinschaft (EWG, 1957) und der Europäischen Atomgemeinschaft (EAG, 1957). Trotz der Vergemeinschaftung von Teilbereichen der Energieerzeugung und -verteilung (Kohle und Kernkraft) mangelte es ihr über Jahrzehnte hinweg an einem kohärenten energiepolitischen Ansatz. Dies beginnt sich erst seit 1996 allmählich zu ändern und verstärkt sich ab dem Jahr 2006.
Den Auftakt im neuen Jahrtausend bildete ein von der EU-Kommission vorgelegtes Grünbuch über eine „nachhaltige, wettbewerbsfähige und sichere Energieversorgung“, das eine breite Debatte über eine eigenständige Energiepolitik der Europäischen Union eröffnete. Nach Stellungnahmen diverser EU-Institutionen hat die Kommission im Januar 2007 eine überarbeitete Energiestrategie vorgelegt, die wesentliche Ziele definiert (vor allem beim Klimaschutz und Erneuerbaren Energien) und zu deren Erreichung konkrete Maßnahmenbündel vorschlägt. Beim Frühjahrsgipfel des Europäischen Rats im März 2007 billigten die Staats- und Regierungschefs die Kommissionsvorschläge weitgehend und verabschiedeten einen energiepolitischen Aktionsplan. Im September 2007 hat die EU-Kommission erste konkrete Gesetzesvorschläge vorgelegt.
Der Überfall Russlands auf die Ukraine am 24. Februar 2022 bedeutete für die Energiepolitik der EU einen tiefen Einschnitt.

## Rechtsgrundlagen

Energiepolitik der Europäischen Union im Primärrecht mit dem Vertrag von Lissabon

Mit dem Vertrag von Lissabon erhielt die europäische Energiepolitik erstmals eine eigenständige Rechtsgrundlage im Primärrecht (Art. 194 AEU-Vertrag). Dies hat die Folge, dass nunmehr auch die Ziele „Versorgungssicherheit“ und „Wirtschaftlichkeit der Energieversorgung“ explizit verfolgt werden können. Vorher ging es ausschließlich um den Umweltschutz und den freien Energiemarkt (Energie als Ware im Sinne der Art. 28 ff. AEUV).
Der Bereich der Nukleartechnologie und -forschung wurde schon seit 1957 vom Euratom-Vertrag abgedeckt. Bis zum Inkrafttreten des Vertrags von Lissabon basierten energiepolitische Rechtsakte in der Regel entweder auf Art. 95 EGV (Binnenmarkt) oder Art. 175 EGV (Umweltpolitik).
Entscheidungen über energiepolitische Maßnahmen werden innerhalb der EU grundsätzlich im ordentlichen Gesetzgebungsverfahren getroffen, also gemeinsam von Rat und Parlament. Maßnahmen, die die Wahl zwischen verschiedenen Energiequellen, also den Energiemix der Mitgliedstaaten betreffen, können nach Art. 192 AEUV nur einstimmig getroffen werden.

## Strategischer Ansatz
Beginnend mit dem im März 2006 vorgelegten Grünbuch über eine „nachhaltige, wettbewerbsfähige und sichere Energieversorgung“ begann die europäische Debatte um einen kohärenten strategischen Ansatz. Nach einer Phase der öffentlichen Konsultation stellte die Kommission im Januar 2007 eine überarbeitete Energiestrategie (Strategic Energy Review I) vor. Der Europäische Rat hat diese Strategie beim Frühjahrsgipfel 2007 im Wesentlichen bestätigt und beschlossen, dass die EU-Energiestrategie zukünftig im Abstand von etwa 2 Jahren überprüft werden soll.
Die Energiestrategie der EU ist darauf ausgerichtet, langfristig drei Ziele zugleich erreichen zu wollen. Die EU will den Klimawandel bekämpfen, die durch die hohe Importabhängigkeit bei fossilen Brennstoffen entstehende externe Verwundbarkeit der EU dämpfen und mittels einer wettbewerbsfähigen Energieversorgung Wachstum und Beschäftigung fördern. Ausdrücklich hält die Kommission an der Annahme fest, dass alle diese Herausforderungen zugleich gemeistert werden könnten. Das zwischen diesen Langfristzielen durchaus bestehende Konfliktpotenzial wird in der Energiestrategie nicht thematisiert, eine Prioritätensetzung nicht ausdrücklich vorgenommen. Stattdessen ist die Strategie von der Annahme durchzogen, dass sich die drei Zielbereiche sowie die entsprechend ausgerichteten Maßnahmenbündel gegenseitig stützen.
Im Strategic Energy Review I wurde jegliche Festlegung vermieden, welche Kriterien jeweils erfüllt sein müssten, um ein Langfristziel als erreicht ansehen zu können – was eine spätere Evaluierung der europäischen Energiepolitik deutlich erschweren dürfte. Dieser Mangel wurde auch beim Second Strategic Energy Review nicht beseitigt. Diese „zweite Überprüfung“ der Energiestrategie wurde von der Kommission im November 2008 vorgelegt und enthielt vor allem Präzisierungen zum Thema Versorgungssicherheit.
Im Herbst 2010 stellte die Kommission den Entwurf einer erweiterten Energiestrategie vor, mit Langfristzielen für 2050, ebenso eine Fortschreibung des Energieaktionsplans, gültig für den Zeitraum 2011–2020. Die Schwerpunkte der EU-Energiestrategie bilden die Themenbereiche Energiebinnenmarkt, Energieeffizienz, Verbraucherschutz, Forschung und Entwicklung sowie die Energieaußenbeziehungen der EU.
Der ehemalige EU-Kommissionspräsident Jean-Claude Juncker kündigte in seiner Antrittsrede die Gründung einer Energy Union an, um die Abhängigkeit von fossilen Rohstoffimporten zu senken, Energieeffizienz zu steigern und Europa zur weltweit führenden Kraft beim Ausbau erneuerbarer Energien zu machen. Die wichtigsten Eckpunkte dieser Strategie sind Energiesicherheit, vor allem im Hinblick auf die Abhängigkeit osteuropäischer Staaten von Russland, ein einheitlicher Energiemarkt, was unter anderem den Ausbau von Strom- und Gasnetzen erfordert,
die Dekarbonisierung der Wirtschaft und die EU wieder als Vorreiter bei erneuerbaren Energien zu machen. Weitere Pfeiler stellen Energieeffizienz sowie Forschung und Entwicklung dar.
Der EU-Ratspräsident Charles Michel präzisierte im Herbst 2022 vier Ziele für eine Energieunion: Senkung des Energieverbrauchs, Gewährleistung der Versorgungssicherheit und Diversifizierung der Energieversorgung, einschließlich erneuerbarer Energien, Reform des EU-Strommarktes, um die Preise zu senken, und Stärkung des EU-Binnenmarktes, um Ungleichgewichte zu vermeiden.

## Aktionsfelder
Der auf Basis der Energiestrategie vom Europäischen Rat im März 2007 verabschiedete Aktionsplan „Eine Energiepolitik für Europa“ definiert fünf Bereiche, in denen an der Erreichung der drei energiepolitischen Langfristziele gearbeitet werden soll. In allen diesen energiepolitischen Aktionsfeldern ist die Europäische Union bereits seit längerem aktiv, jedoch mit nur schwach ausgeprägtem politischen Willen. Das in der Kommunikation der EU besonders hervorgehobene Ziel einer Treibhausgasreduktion von 20 % bis 2020 liegt dem Energieaktionsplan zwar mit zugrunde. Der Bereich „(internationale) Klimapolitik“ ist aufgrund der Eigenlogik der europäischen Rechtsetzung jedoch nicht expliziter Bestandteil des Energieaktionsplans. Für klimapolitische Instrumente wie den EU-Emissionshandel oder die CO2-Emissionsobergrenzen für PKW ist nicht die Generaldirektion Transport und Energie, sondern die Generaldirektion Umwelt zuständig.
Ende 2016 stellte die EU-Kommission ein Winterpaket als Schrit hin zur Energieunion vor. Es umfasste folgende Punkte: Klima schützen, Energie sparen, mehr Strom aus Sonne, Wind und Biogas, Bio im Tank, Strom ohne Grenzen, sowie Hilfen für Kraftwerke.
Der Überfall Russlands auf die Ukraine am 24. Februar 2022 bedeutete für die Energiepolitik der EU einen tiefen Einschnitt. Ursula von der Leyen formulierte einen 5-Punkte-Plan:
Punkt 1: Einsparziele für den Stromverbrauch zu Stoßzeiten
Punkt 2: Gewinnobergrenze für Anbieter erneuerbarer Energien
Punkt 3: Sonderabgabe für bestimmte Öl- und Gaskonzerne
Punkt 4: Liquiditätshilfen für Versorger
Punkt 5: Preisobergrenze für russisches Gas

### Erdgas- und Elektrizitätsbinnenmarkt
Die Schaffung bzw. Vollendung eines EU-weiten Energiebinnenmarktes steht seit Jahren im Zentrum der Energiepolitik der Europäischen Union. Ziel der EU ist es, die Binnenmarktprinzipien auch bei energieförmigen Waren zur Geltung zu bringen. Dies erfordert gerade für leitungsgebundene Energieträger (Erdgas und Elektrizität) besondere Regularien. Strom- und Gasnetze stellen sogenannte „natürliche Monopole“ dar. Unternehmen, die über diese Transportinfrastrukturen verfügen – in der Regel (ehemals) staatliche Energieversorger –, können den Markteintritt von Konkurrenten leicht behindern. Meist geschieht dies über überhöhte Netznutzungsentgelte oder den mangelhaften Ausbau von Netzkapazitäten, insbesondere auch bei grenzüberschreitenden Leitungen, den sog. Kuppelstellen. In EU-Mitgliedstaaten mit nur unzureichender Marktliberalisierung und/oder nur schwachen Regulierungsbehörden ist es deshalb für (inländische wie internationale) Energieproduzenten nur unter erschwerten Bedingungen möglich, den ursprünglichen Monopolisten auf ihren Heimatmärkten wirksam Konkurrenz zu machen. Die privaten und gewerblichen Endenergieverbraucher haben dementsprechend nur sehr begrenzte Möglichkeiten, ihren Gas- bzw. Stromlieferanten frei auszuwählen (siehe auch: Stromanbieterwechsel).
Status quo der Politikgestaltung auf EU-Ebene
Die Probleme im Gas- und Elektrizitätssektor wurden von der EU frühzeitig erkannt; es hat sich bis heute als schwierig erwiesen, diese auch EU-weit zu beheben. Über das Programm „Transeuropäische Netze-Energie“ (TEN-E) fördert die EU mit bislang nur mäßigem Erfolg den Ausbau grenzüberschreitender Netzverbindungen. Die ersten Liberalisierungsrichtlinien wurden Mitte/Ende der 1990er Jahre erlassen; wegen zahlreicher Mängel in der Umsetzung folgten 2003 jeweils sog. Beschleunigungsrichtlinien. Diese sahen die Vollendung des Energiebinnenmarks bis zum 1. Juli 2007 vor. Während sich die EU-Kommission nachdrücklich um die Schaffung eines echten Energiebinnenmarkts bemüht (z. T. auch durch kartellrechtliche Maßnahmen) und darin vom Parlament sowie einigen wenigen Mitgliedstaaten (z. B. Großbritannien und Niederlande) auch unterstützt wurde, erwiesen sich Mitgliedstaaten wie Frankreich, Deutschland oder Österreich faktisch als Bremser, auch wenn sie das offizielle EU-Ziel nicht in Frage stellen.
Geplante Maßnahmen
Es ist bei allen maßgeblichen EU-Organen sowie den Mitgliedstaaten unstrittig, dass es neuer gesetzlicher und regulatorischer Maßnahmen bedarf, um der Erreichung des Binnenmarktziels im Energiesektor deutlich näher zu kommen. Im Zentrum der Diskussion werden die wirksame Entflechtung der Produktion (Strom) bzw. des Imports (Gas) und der Verfügung über die Energienetze stehen. Damit soll zum einen der diskriminierungsfreie Zugang beliebiger Energieanbieter zu den Netzen gewährleistet werden, zum anderen Anreize gegeben werden, die Netzkapazitäten bedarfsgerecht auszubauen. Harte Auseinandersetzungen sind über die verschiedenen Entflechtungsoptionen zu erwarten. Während die Kommission, das Parlament sowie einige liberalisierungsfreundliche Mitgliedstaaten für eine „eigentumsrechtliche Entflechtung“ plädieren, die die großen Energieversorger verpflichten würde, ihre Netze zu verkaufen, wollen liberalisierungsskeptische Mitgliedstaaten erreichen, dass die Energieversorger die Netze lediglich an einen formell unabhängigen Treuhänder abtreten, aber weiterhin Eigentümer der Infrastrukturen bleiben. Umstritten war die sogenannte „Gazprom-Klausel“, die es Unternehmen, in deren Heimatländern restriktive Marktzugangsbedingungen herrschen, verbietet, sich in den liberalisierten europäischen Energiesektor einzukaufen.
Aktuelle Neuerungen
Im September 2007 hat die EU-Kommission das aus fünf Legislativ-Vorschlägen bestehende dritte Paket zum Energiebinnenmarkt vorgelegt. Bestandteil sind Regelungen zum Strom- und Gasmarkt sowie die Gründung der Agentur zur Zusammenarbeit der Energieregulierungsbehörden (ACER). Im Sommer 2009 konnte das gesamte Paket kurz vor dem Ende der Legislaturperiode des Parlaments in der zweiten Lesung (Mitentscheidungsverfahren) angenommen werden. Dabei hat sich insbesondere eine Gruppe um Deutschland mit ihren Forderungen zu einer dritten Unbundling-Option durchgesetzt (ITO), so dass eine verpflichtende eigentumsrechtliche Entflechtung der Energieunternehmen vom Tisch ist. Die Umsetzung eines Großteils der Maßnahmen, darunter auch die Arbeitsaufnahme der ACER (Sitz in Ljubljana, Slowenien), steht für März 2011 an.
Am 1. Februar 2023 trat ein EU-weiter Gaspreisdeckel in Kraft. Gashandelsgeschäfte werden verboten, wenn der Gaspreis drei Arbeitstage lang 180 Euro pro Megawattstunde übersteigt und gleichzeitig 35 Euro über einem internationalen Durchschnittspreis für flüssiges Erdgas (LNG) liegt.
Mit Differenzverträgen wollen die Staaten Stromerzeugern einen Mindestpreis für Strom garantieren, wenn sie neue Investitionen in erneuerbare Energien und in Kernkraft tätigen. Fällt der Marktpreis unter einen vereinbarten Preis, springt der Staat ein und gleicht die Differenz aus. Liegt der Preis höher, geht der Überschuss an den Staat. Das Merit-Order-Prinzip bleibt grundsätzlich bestehen.
Bis 2030 werden Investitionen in Höhe von 584 Milliarden Euro in die Stromnetze erforderlich sein, wobei der größte Teil in die lokalen Verteilungsnetze fließen wird, um sie „digital, in Echtzeit überwachbar, fernsteuerbar und cybersicher“ zu machen.

### Energieversorgungssicherheit

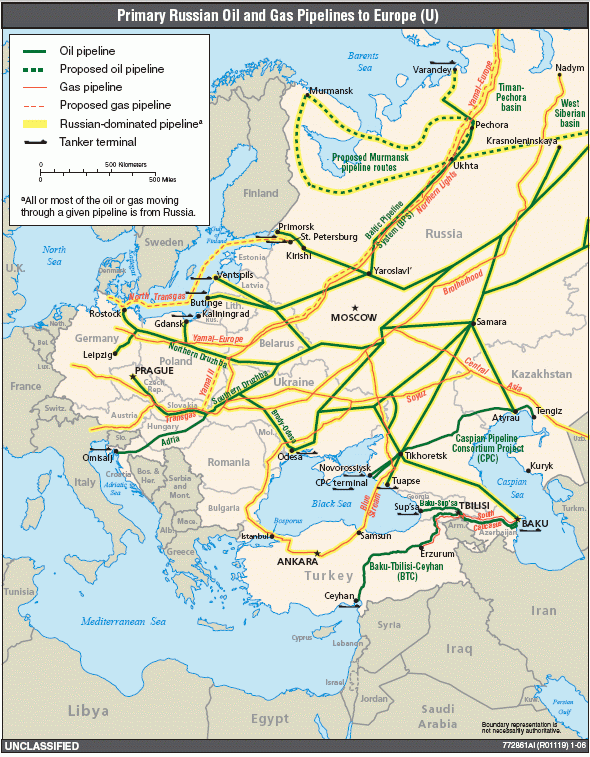
Viele der Mitgliedstaaten der EU haben eine beträchtliche Abhängigkeit von russischen Erdgas- und Erdöllieferungen

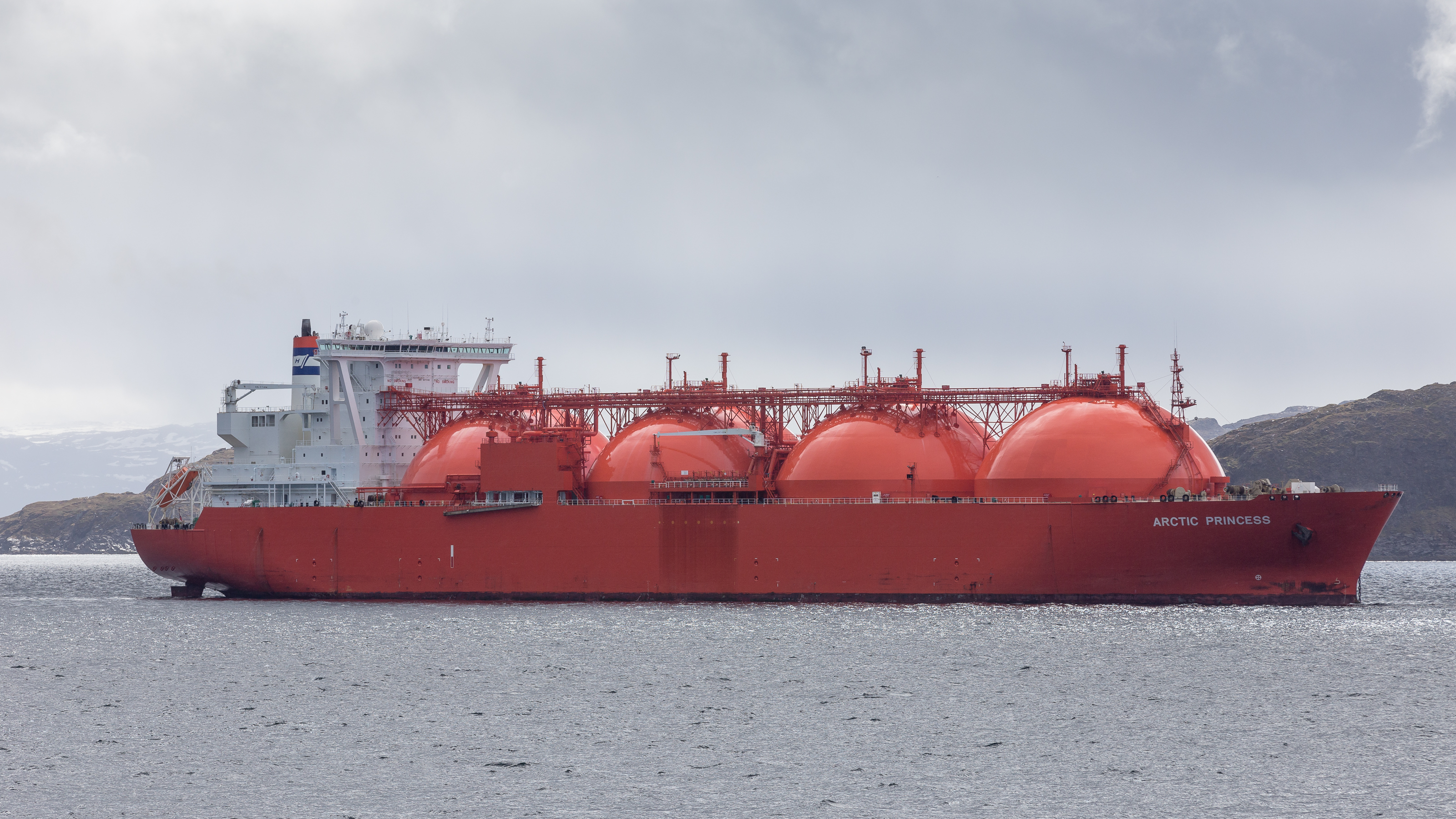
Die Diversifikation der Erdgaslieferungen auch mit Flüssigerdgas kann energiepolitisch Abhängigkeiten reduzieren.

Die Gewährleistung von Energieversorgungssicherheit ist eines der drei Hauptziele der EU-Energiepolitik. Die zukünftige Bereitstellung eines ausreichenden Energieangebots zu vertretbaren Preisen ist aus zwei Gründen zumindest fraglich. Zum einen besteht die Gefahr, dass einer steigenden Importabhängigkeit nur unzureichende Liefermengen bei Erdöl, Erdgas und Uran gegenüberstehen (Kohle ist in dieser Hinsicht relativ unproblematisch). Zum anderen besteht ein erheblicher Bedarf beim Ausbau der Energieinfrastrukturen (Elektrizitätskraftwerke und -leitungen, Gaspipelines, Flüssigerdgas-Terminals). Im Krisenfall müsste gewährleistet sein, dass die EU-Mitgliedstaaten sich gegenseitig unterstützen können. Eine EU-Energieversorgungssicherheitspolitik nimmt grundsätzlich zwei Arten von Akteurskonstellationen in den Blick. Zum einen das schwierige Verhältnis der EU (bzw. einzelner europäischer Energieversorgungsunternehmen) zu Lieferländern von Öl, Gas und Uran, zum anderen das Verhältnis zwischen der EU, den Mitgliedstaaten und den europäischen Energieversorgungsunternehmen.
Ein Papier von Abgeordneten des Europäischen Parlaments macht auf das steigende Handelsbilanzdefizit durch Importkosten für fossile Energieträger aufmerksam, die insbesondere auch zu Verschärfungen der Schuldenkrise der EU-Staaten führt. So hat die Importabhängigkeit die 27 EU-Länder zwischen Oktober 2010 und September 2011 408 Milliarden Euro gekostet. Das Leistungsbilanzdefizit betrug im selben Zeitraum dagegen nur 119 Milliarden Euro.
Status quo der Politikgestaltung auf EU-Ebene
Im Verhältnis zu den Lieferländern von Öl, Erdgas und Uran sind die Handlungsoptionen der EU begrenzt. Da mit Ausnahme des (von Russland jedoch nicht ratifizierten) Energiecharta-Vertrags keine verbindlichen Rechtsrahmen für internationale Energiemärkte existieren, bleibt die EU auf recht unverbindliche Energiedialoge mit Produzentenstaaten zurückgeworfen. In der nach „innen“ gerichteten Politikdimension fallen die Handlungsmöglichkeiten der EU zwar um einiges größer aus, sie werden jedoch bisher nur in Ansätzen genutzt. Über das Programm „Transeuropäische Energienetze“ (TEN-E) fördert sie die grenzüberschreitende Verknüpfung der mitgliedstaatlichen Gas- und Stromenergienetze sowie die Planung von Importpipelines (z. B. Nabucco-Pipeline) und Flüssigerdgas-Terminals (LNG). Außerdem bestehen für die EU-Mitgliedstaaten Bevorratungspflichten für Rohöl, die jedoch einen ähnlichen Krisenreaktionsmechanismus der Internationalen Energieagentur nur ergänzen.
Geplante Maßnahmen
EU-Energiekommissar Günther Oettinger stellte im Mai 2014 eine Strategie für eine sichere europäische Energieversorgung vor. Dazu gehören die Diversifizierung der ausländischen Energielieferungen, der Ausbau der Energieinfrastruktur, die Vollendung des EU-Energiebinnenmarkts und Energieeinsparmaßnahmen. Zudem beinhaltet sie konkrete Vorschläge, um die Energieversorgung im nächsten Winter zu sichern.
Der Bundesverband Erneuerbare Energie (BEE) kritisierte, die EU-Kommission setze zu stark auf Atomkraft und fossile Energien mit wenig realistischen und umstrittenen Optionen wie Schiefergas und eine Speicherung von Kohlendioxid unter der Erde (CCS), und forderte die Europäische Kommission auf, eine Strategie für eine nachhaltige Energieversorgung zu entwickeln und möglichst bald den Weg zu einem versorgungssicheren Energiesystem zu beschreiben, das die heimischen Erneuerbaren Energien in den Mittelpunkt stellt.

### Energieeffizienz und Erneuerbare Energien

Energieeffizienzlabel der EU

Die Steigerung der Energieeffizienz sowie der Ausbau des Anteils Erneuerbarer Energieträger kann wesentlich zur Erreichung der drei Hauptziele beitragen. Eine erhöhte Energieeffizienz sowie ein größerer Anteil von Erneuerbaren bringt eine relative Senkung der Treibhausgase mit sich und verringert die relative Abhängigkeit beim Import fossiler Energieträger. Investitionen im Bereich Energieeffizienz erhöhen in der Regel auch die Wettbewerbsfähigkeit einer Volkswirtschaft. Insbesondere in den neuen Mitgliedstaaten Mittel- und Osteuropas sind die entsprechenden Potenziale noch sehr hoch. Prognosen des Ölkonzerns BP zufolge werden erneuerbare Energien in der EU zwischen 2013 und 2035 um 136 % zunehmen (im Vergleich zu Erdgas: +15 %; Erdöl: −23 %; Kohle: −54 %) und die CO2-Emissionen um 25 % sinken.
Erneuerbare Energie
Im Bereich der Förderung Erneuerbarer Energieträger hat sich die EU verbindliche Ziele gesetzt. Bis 2020 will sie den Gesamtanteil am Endenergieverbrauch im EU-Durchschnitt verbindlich auf 20 Prozent steigern. Um dieses Gesamtziel zu erreichen, werden jedem Mitgliedstaat in der im April 2009 verabschiedeten Erneuerbare-Richtlinie unterschiedliche Zielmarken zugeteilt. Den Mitgliedstaaten ist es jedoch erlaubt, ihren Verpflichtungen in begrenztem Umfang durch Zukäufe im Ausland gerecht zu werden.
In einem 2011 vorgelegten Fahrplan (Roadmap) stellte die EU-Kommission verschiedene Szenarien und Potenzialberechnungen zur Entwicklung der Erneuerbaren Energien bis 2050 vor. Nach Ansicht des deutschen Bundesumweltministeriums, von Umweltverbänden und des Bundesverband Erneuerbare Energie unterschätzen die Berechnungen jedoch das Potenzial der erneuerbaren Energien.
Am 22. Januar 2014 gab die EU-Kommission ihre energie- und klimapolitischen Ziele für 2030 bekannt. Demnach wird ein Ziel von 27 Prozent für den Anteil der Erneuerbaren Energien am Bruttoendenergieverbrauch der EU und eine Verringerung der CO2-Emissionen um 40 % bis zum Jahr 2030 angestrebt. Der Bundesverband Erneuerbare Energie sowie Umweltverbände fordern dagegen ein Mindestziel für Erneuerbare Energien an der europäischen Energieversorgung von 45 Prozent und eine CO2-Reduktion von 60 Prozent bis 2030. Die Stiftung Wissenschaft und Politik erwartet, dass die bereits beschlossenen Maßnahmen eine Treibhausgasreduktion von 32 Prozent bis 2030 bewirken werden. Ein Jahr nach Amtsantritt steht die Umsetzung der Klima- und Energieziele allerdings noch aus.
Energieeffizienz
Im Bereich der Energieeffizienz existieren mehrere Detailrichtlinien, die sich auf einzelne Prozesse und Gerätetypen beziehen (Haushalt, Gebäude, Energiedienstleistungen etcetera). Zum Teil werden die Verbrauchsstandards spezifischer Produktgruppen (zum Beispiel Leuchtmittel oder Stand-by-Schalter) im Komitologie-Verfahren festgelegt. Darüber hinaus soll mittels eines übergreifenden Aktionsplans gewährleistet werden, dass die Energieeffizienz in der EU zwischen 2008 und 2017 jährlich um ein Prozent zunimmt. Dieses Ziel ist jedoch nicht verbindlich. Die Mitgliedstaaten müssen lediglich jährliche Aktionspläne vorlegen, erstmals im Sommer 2007.
Im Juli 2014 schlug die Europäische Kommission ein Ziel von 30 % höherer Energieeffizienz bis 2030 vor. Als Ziel wurden neue Perspektiven für europäische Unternehmen genannt, ebenso erschwingliche Energiepreise für die Verbraucher, mehr Versorgungssicherheit durch einen spürbaren Rückgang der Erdgaseinfuhren und positive Umweltauswirkungen. Es wird davon ausgegangen, dass die Gaseinfuhren der EU mit jedem weiteren Prozent eingesparter Energie um 2,6 % zurückgehen und auf diese Weise die Abhängigkeit Europas von Drittlandeinfuhren verringern werden. Bisher galt ein Ziel von lediglich 20 %, auf das sich die EU-Mitgliedstaaten verständigt haben.
Das Fraunhofer-Institut für System- und Innovationsforschung und das Deutsche Institut für Wirtschaftsforschung empfehlen hingegen ein Energieeffizienz-Ziel von 40 % als volkswirtschaftlich sinnvollsten Pfad. Die von der EU verwendeten Rechenmodelle würden die Kosten von Energie unterschätzen, jedoch die Kosten für Effizienzmaßnahmen überschätzen.
Die EU-Energieeffizienz-Richtlinie (2012/27/EU) führte im Jahr 2012 rechtsverbindliche Maßnahmen ein, mit denen sichergestellt werden soll, dass das Ziel einer um 20 % effizienteren Energienutzung bis 2020 erreicht werden kann. Bisher haben Italien, Zypern, Dänemark, Malta und Schweden die vollständige Umsetzung der Energieeffizienz-Richtlinie in nationales Recht mitgeteilt. Stichtag für die Umsetzung war der 5. Juni 2014.

### Energietechnologien
Die ambitionierten energiepolitischen Ziele der EU werden nur dann zu erreichen sein, wenn der technologische Fortschritt im Bereich der Energietechnologien zügig voranschreitet. Dies gilt etwa für die CO2-Abscheidung und -Speicherung (Sequestrierung) bei der Verbrennung fossiler Energieträger, alternative Antriebe im Verkehrssektor (Wasserstoff oder Biokraftstoffe) sowie für Verbesserungen bei Energieeffizienztechnologien oder der Energiespeicherung. Die Entwicklung sowie die Markteinführung innovativer Technologien kann nicht nur durch regulatorische Maßnahmen vorangetrieben werden, sondern auch durch die Zuweisung von Forschungsmitteln.
Status quo der Politikgestaltung auf EU-Ebene
Im 6. und 7. Forschungsrahmenprogramm der EU wurden bzw. werden Mittel für die Förderung von Energietechnologien bereitgestellt. Diese Programme sind jedoch nur unzureichend mit nationalen Fördermaßnahmen verzahnt. Die Gesamtvolumina fallen zudem relativ gering aus (2002–2006: 2,2 Milliarden Euro). im Dezember 2008 wurde eine Richtlinie zur geologischen Speicherung von abgeschiedenem CO2 verabschiedet.
Geplante Maßnahmen
Ende 2007 hat die EU-Kommission den Entwurf eines „Strategieplans für Energietechnologie“ vorgelegt, der beim Frühjahrsgipfel des Europäischen Rats im März 2008 von den 27 Staats- und Regierungschefs bestätigt wurde. Eine der zentralen Maßnahmen wird darin bestehen, ein System der Förderung von Demonstrationskraftwerken zu entwickeln, in denen die großmaßstäbliche Anwendung der CO2-Abscheidung und -Speicherung (CCS) erprobt werden kann.
Aktuelle Gesetzgebungsvorhaben
Die Annahme des „Strategieplans für Energietechnologie“ durch den Europäischen Rat hatte bis jetzt noch keine konkreten Gesetzesvorhaben zur Folge. Die Förderung von Energietechnologien ist noch am ehesten im Rahmen der Gesetzgebung zu CCS zu erwarten. Eine im Dezember 2008 verabschiedete Richtlinie regelt die geologische Speicherung von abgeschiedenem CCS, die Verordnung zum Energieinfrastrukturpaket, auf das sich der Europäische Rat im März 2009 vorläufig geeinigt hat, enthält auch Zuschüsse für mehrere Kohlekraftwerksprojekte mit CCS.

### Energieaußenpolitik

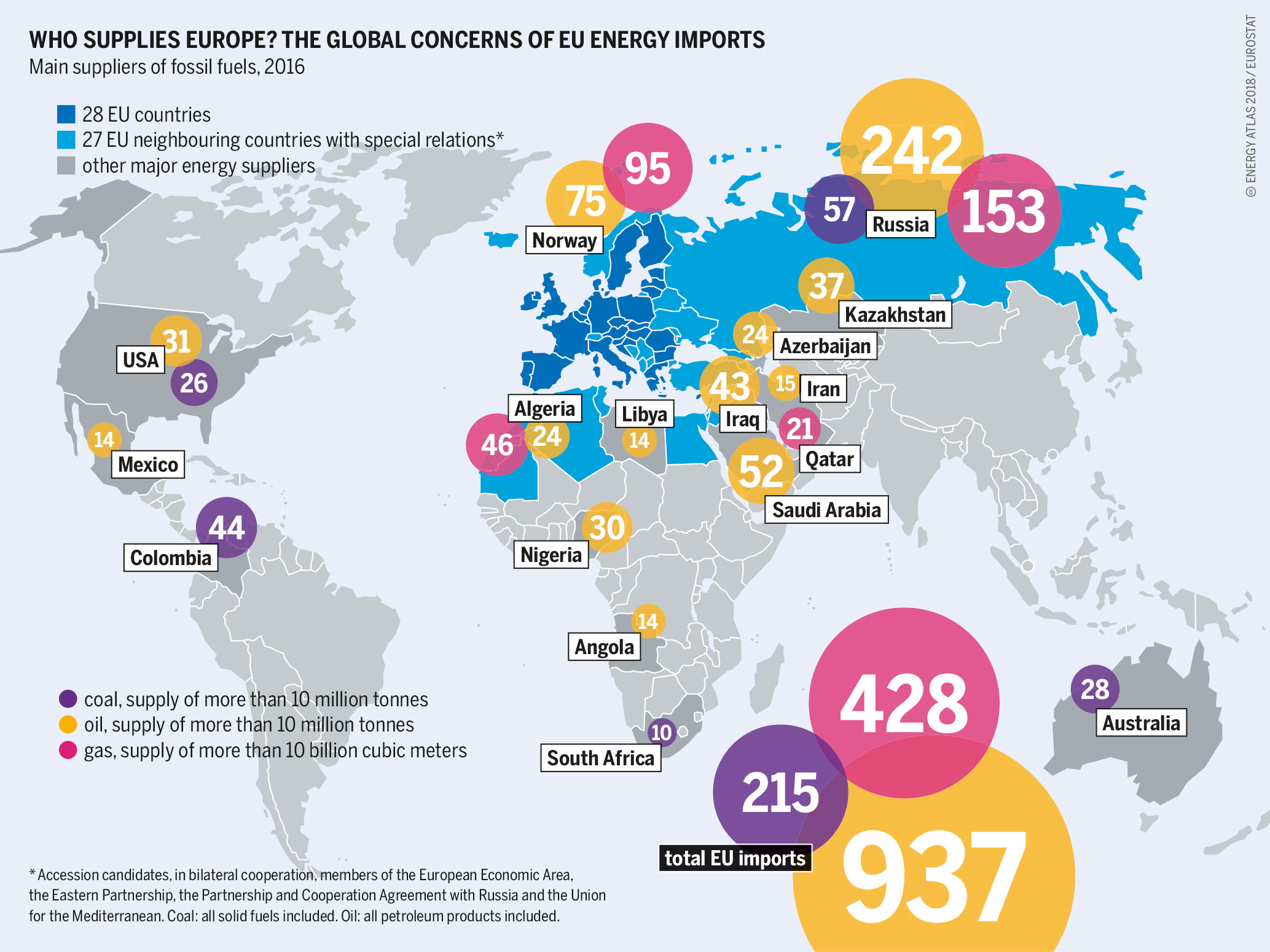

Energieaußenpolitik bezeichnet eine Arena, die quer zu allen anderen energiepolitischen Handlungsfeldern liegt. Sie umfasst alle Maßnahmen, die nicht die Energiebeziehungen innerhalb der EU regeln, sondern die energiepolitischen Beziehungen zu Akteuren jenseits der EU-Grenzen strukturieren, ganz gleich, ob es sich dabei um Energieversorgungsunternehmen, Regierungen (vor allem von Produzenten- und Transitländern) oder internationale Organisationen (wie IEA oder OPEC) handelt. Energieaußenpolitik ist weitgehend auf die Herstellung von Versorgungssicherheit fokussiert, aber keineswegs völlig darauf beschränkt. Auch Maßnahmen wie der gezielte Export von Energieeffizienzprogrammen, Energietechnologien oder dem Rechtsrahmen des Energiebinnenmarkts sind Teil der EU-Energieaußenpolitik. In der Rechtsetzungslogik der EU wird der überwiegende Teil der Maßnahmen als Teil der EU-Außenpolitik begriffen. Energieaußenpolitik zählt somit grundsätzlich nicht zur supranationalen ’Ersten Säule’ der EU. Dementsprechend bedürfen die Entscheidungen eines einstimmigen Votums aller Mitgliedstaaten. Dies erklärt die häufige Betonung des Prinzips, in der EU-Energieaußenpolitik sollten alle Mitgliedstaaten tunlichst „mit einer Stimme sprechen“.
Status quo der Politikgestaltung auf EU-Ebene
Im Zentrum der EU-Energieaußenpolitik stehen derzeit die sogenannten „Energiedialoge“, vor allem mit Produzentenstaaten (zum Beispiel Russland, Algerien, Norwegen), -regionen (vor allem Zentralasien) und -organisationen (etwa der OPEC). Diese Dialoge gehen in der Regel jedoch kaum über reine Konsultationen hinaus, führen nur in seltensten Fällen zu vertraglichen Abkommen, deren Rechtsverbindlichkeit zudem nur schwach ausgeprägt ist. Ähnlich verhält es sich mit der zunehmenden Integration von energiepolitischen Aspekten in die Europäische Nachbarschaftspolitik. Mit einer sehr viel stärkeren Rechtsverbindlichkeit ausgestattet ist der Aufbau der ‚Europäischen Energiegemeinschaft‘. In diesem Rahmen haben sich zum 1. Juli 2007 alle südosteuropäischen Nicht-EU-Staaten verpflichtet, die in der EU gültigen Regeln des Energiebinnenmarkts zu übernehmen. Damit soll erreicht werden, dass auch jenseits der EU-Grenzen transparente Investitionsregeln gelten. Dies ist aus Sicht der EU insbesondere zur Absicherung des Transits pipelinegebundener Öl- und Gaslieferungen von Bedeutung. Die Nicht-EU-Staaten erhoffen sich vor allem beim Ausbau ihrer Stromnetze einen höheren Zufluss von Auslandsinvestitionen.
Geplante Maßnahmen
Die EU hat angekündigt, zukünftig auf allen Subfeldern der internationalen Energiepolitik verstärkt tätig werden zu wollen. Sie plant einen Ausbau der Energiedialoge, die verstärkte Integration energiepolitischer Aspekte in das neu auszuhandelnde Partnerschafts- und Kooperationsabkommen mit Russland, eine Ausweitung der Europäischen Energiegemeinschaft auf Norwegen, Moldawien, Ukraine und die Türkei sowie den Abschluss eines internationalen Abkommens zur Förderung der Energieeffizienz.